# Stolpe (Wannsee)

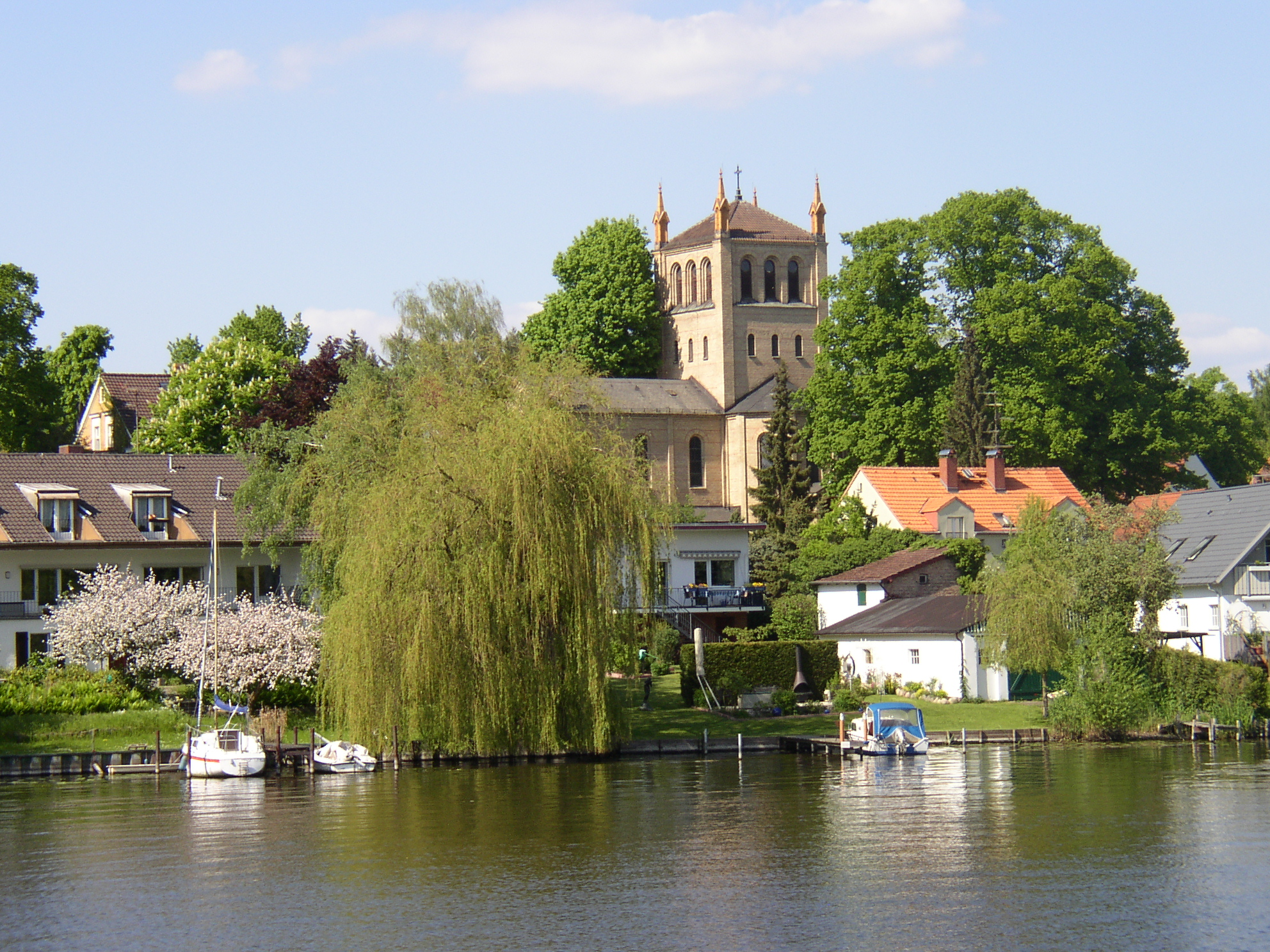
Ortskern Stolpe mit der Kirche am Stölpchensee

Stolpe ist der Kernort des Ortsteils Wannsee des Berliner Bezirks Steglitz-Zehlendorf. Ältere Bezeichnungen lauteten Stolpeken oder Wendisch-Stolpe. Es soll nach den Schilderungen von Theodor Fontane das älteste heute noch existierende Dorf auf dem Teltow sein.

## Geschichte

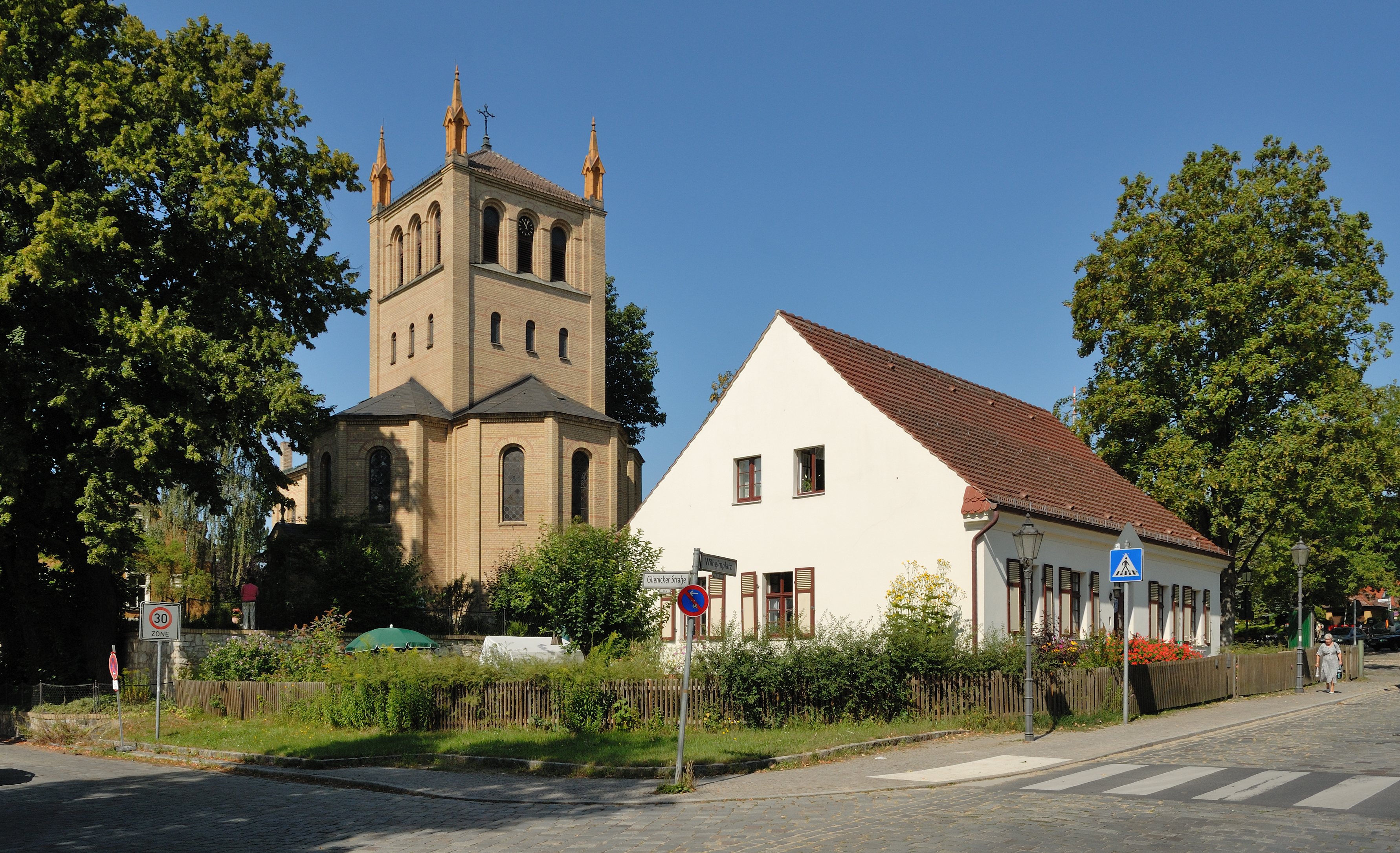
Ortskern mit Kirche

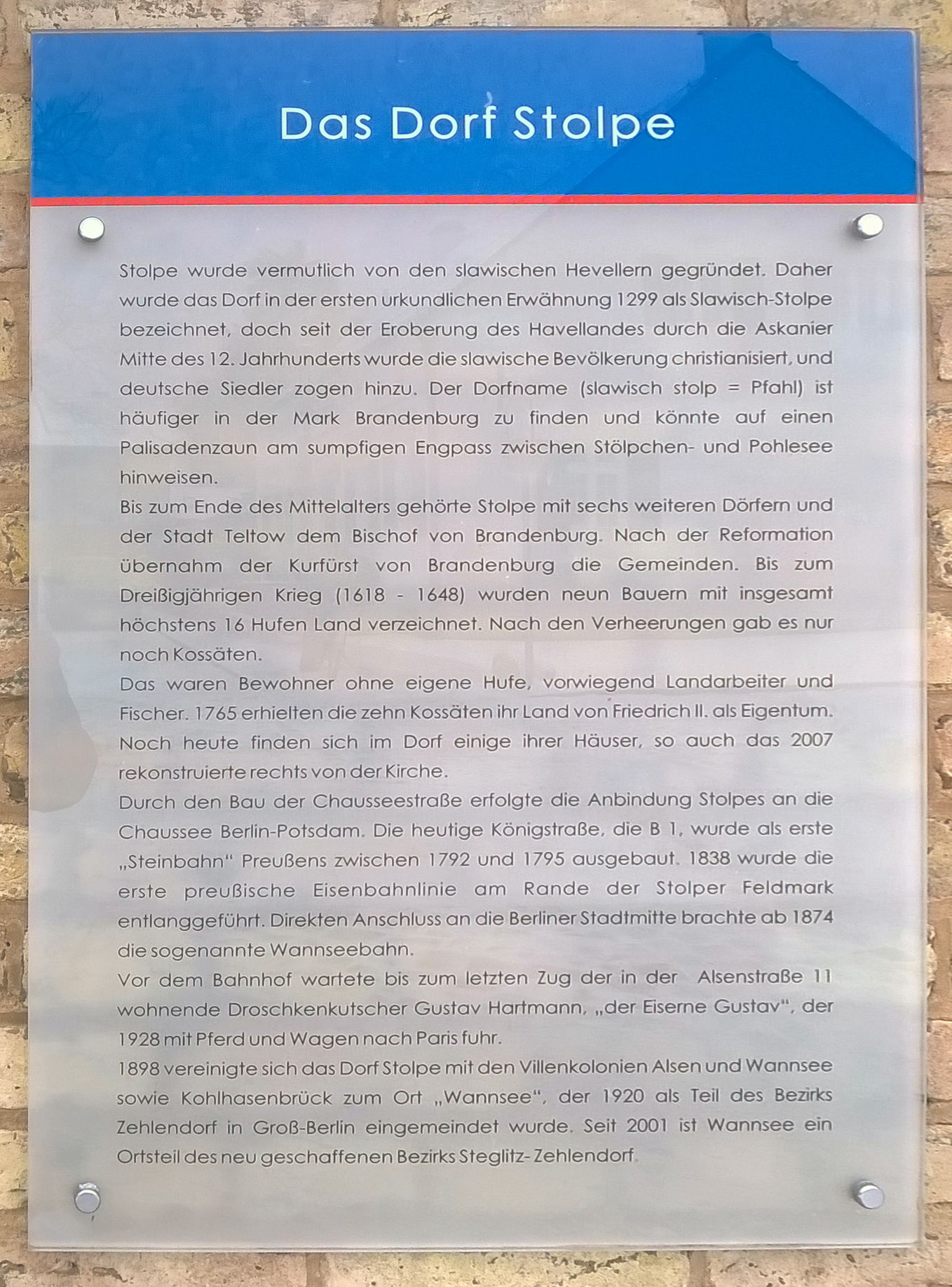
Gedenktafel am Haus Wilhelmplatz 1, in Berlin-Wannsee

### Slawen, Etymologie, Bischofsbesitz
Etwa zwischen 750 und 1000 n. Chr. wanderten Slawen in das Havelland und den südwestlichen Teltow ein und gründeten im Herrschaftsbereich der Heveller vermutlich ein Rund- oder Sackgassendorf mit dem Namen Stolp. Das slawische Wort stolp (= ‚Pfahl‘, ‚Pfosten‘) ist in vielen Ortsnamen der Mark Brandenburg in der Bedeutung „mit Pfählen befestigte Siedlung“ erhalten. Das Dorf Stolpe wurde laut Codex diplomaticus Brandenburgensis erstmals 1299 in einer Urkunde als Slauicum stolp (‚Slawisch-Stolpe‘) erwähnt. Im Landbuch Karls IV. von 1375 ist der Ort als Stolp bzw. Stolpiken verzeichnet.
Kurz vor 1200 kamen deutsche Siedler in den südwestlichen Teltow. In dieser ersten Siedlungsphase siedelten deutsche Zuzügler und Slawen gemeinsam in slawisch gegründeten Dörfern. Die Slawen wurden am neuartigen Ausbau des Landes beteiligt (vgl. das nahegelegene Museumsdorf Düppel). Als Folge der Eroberung des Havellandes durch die Askanier wurde die wendische Bevölkerung Stolpes christianisiert und allmählich in den entstehenden deutschen Neustamm der Brandenburger integriert. Spätestens 1299 (Urkunde) vergab der Markgraf von Brandenburg dem Bistum Brandenburg die Nutzung Stolpes als Lehen („Angefälle“). Bis zur Reformation war Stolpe Eigentum des Bischofs von Brandenburg und Teil des Hochstifts Brandenburg. Stolpe verfügte nur über eine kleine Dorfkirche, vermutlich aus Fachwerk; wann sie erbaut wurde, ist unbekannt; vermutlich erst gegen Ende des Mittelalters. 1854 wurde sie wegen Baufälligkeit abgerissen.
Als slawisches Sackgassendorf war Stolpe sehr klein; im Landbuch Karls IV. ist 1375 Stolpe mit nur 16 Hufen verzeichnet, darunter drei Schulzenhufen. Die in der zweiten Siedlungsphase ab etwa 1220 von den deutschen Zuzüglern errichteten neuen Planformen wie Angerdörfer und Straßendörfer hatten eine Gemarkungsgröße von etwa 40 bis 60 Hufen, z. B. Zehlendorf mit 50 Hufen, darunter vier Pfarrhufen. Die geringe Zahl der Hufen deutet darauf hin, dass der Fischfang eine wichtigere Einnahmequelle war als der Getreideanbau. 1450 hatte Stolpe 25 Hufen, von denen zwei wüst lagen. Diese 25 bzw. 23 Hufen verteilten sich um 1550 auf neun Hüfner und einen Kossäten. 1576 wurde Stolpe um Wendisch-Stahnsdorf und Neuendorf erweitert, sodass es jetzt über drei Feldmarken mit insgesamt 50 Hufen verfügte.

### Entwicklung seit dem Dreißigjährigen Krieg
Der Dreißigjährige Krieg hinterließ tiefgreifende Schäden. Vor 1618 waren für Stolpe neun Bauernschaften registriert. Nach 1648 gab es nur noch Kossäten, denen erst 1765 das genutzte Land als Eigentum überlassen wurde. Von 1792 bis 1795 wurde die an Stolpe vorbeiführende Chaussee zu einem Steinweg ausgebaut, aus dem die heutige Königstraße entstand. Dies trug erhebliche zur Entwicklung des Dorfes bei. 1797 wurde eine Ziegelei errichtet. 1860 wurde von Wilhelm Conrad im Gebiet der Dorfgemarkung ein Siedlungsprojekt begonnen, aus dem sich die Villenkolonie Alsen entwickelte.
Im Jahr 1898 wurde die Landgemeinde Stolpe, zu der auch die Villenkolonie Alsen sowie Nikolskoe, Kohlhasenbrück, Albrechts Teerofen und Steinstücken gehörten, in Wannsee umbenannt. 1920 wurde die Gemeinde Wannsee nach Groß-Berlin eingemeindet und Teil des Verwaltungsbezirkes Zehlendorf.
Im Mai 1945, den letzten Tagen des Zweiten Weltkriegs, war die Ortschaft wegen der Insellage mehrere Tage umkämpft, sodass sich noch heute Kriegsspuren unter anderem an der Kirche befinden. Auf dem alten Friedhof befinden sich 900 Kriegsgräber der Toten dieses Endkampfes.
Am westlichen Ortsrand von Stolpe befindet sich das Helmholtz-Zentrum Berlin.

## Kirche

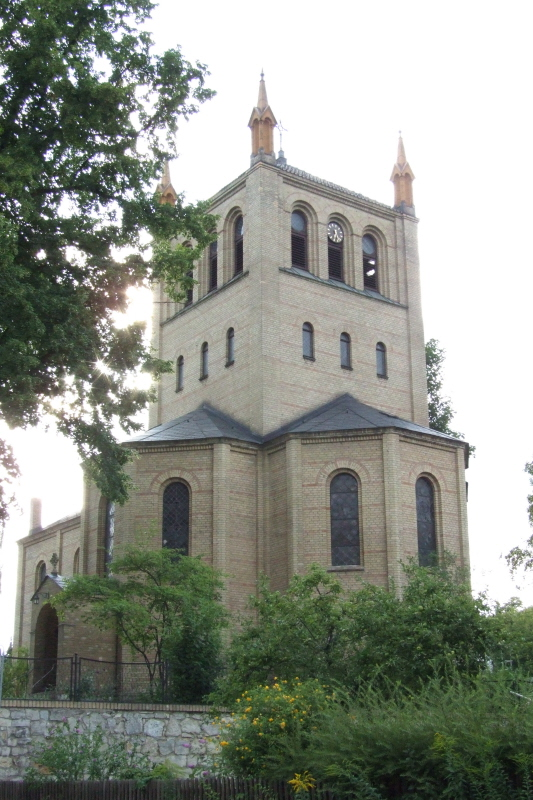
Kirche am Stölpchensee

Bis ins 15. Jahrhundert blieb das Dorf am nach ihm benannten Stölpchensee ohne eigene Kirche. Nachdem 1848 die Kirchenglocke ihren Dienst versagte, wurde diese ursprüngliche Stolper Dorfkirche 1854 wegen Baufälligkeit abgerissen. Mit finanziellen Zuwendungen von Friedrich Wilhelm IV. wurde 1859 für 15.000 Taler nach Plänen von Friedrich August Stüler die Kirche am Stölpchensee errichtet. Die preußische Königin Elisabeth übernahm die Patenschaft für die neue Orgel. Zu dieser Zeit hatte das Dorf 225 Einwohner.

## Persönlichkeiten des Ortes
- Otto Erich Hartleben (1864–1905), Dramatiker, Lyriker und Erzähler
- Gustav Hartmann (1859–1938), Droschkenkutscher (Eiserner Gustav)
- Ludwig Pallat (1867–1946), Archäologe, Pädagoge und Ministerialbeamter
- Peter Pallat (1901–1992), Spieleerfinder und Architekt
- Adolf Reichwein (1898–1944), sozialdemokratischer Widerstandskämpfer
- Rosemarie Reichwein (1904–2002), Bobath-Therapeutin
- Heinz Schröder (1910–1997), sozialdemokratischer Widerstandskämpfer
- Philipp Franck (1860–1944), Maler, Grafiker, Zeichenlehrer und Illustrator.
- Johannes Niemeyer (1889–1980), Maler und Architekt.